# Цзяньпин
Цзяньпи́н (кит. упр. 建平, пиньинь Jiànpíng) — уезд городского округа Чаоян (КНР).

## История
Во времена империи Цин в 1904 году из соседних земель уезда Цзяньчан и области Пинъюань (平泉州) был создан уезд Цзяньпин, название которого было образовано из первых иероглифов названий уезда и области.
После Синьхайской революции уезд вошёл в состав Специального административного района Жэхэ, в 1928 году преобразованного в провинцию Жэхэ. В 1933 году эти земли были захвачены японцами и присоединены к марионеточному государству Маньчжоу-го. В 1940 году уезд Цзяньпин был преобразован в хошун Харачин-Юци (喀喇沁右旗).
После окончания Второй мировой войны и ликвидации Маньчжоу-го было восстановлено довоенное административное деление. Во время гражданской войны эти земли с 1947 года перешли под контроль коммунистов. В 1955 году провинция Жэхэ была ликвидирована и уезд вошёл в состав Специального района Цзиньчжоу (锦州专区) провинции Ляонин. В 1958 году Специальный район Цзиньчжоу был расформирован, и уезд перешёл под юрисдикцию властей города Чаоян. В 1964 году был образован Специальный район Чаоян (朝阳专区), и уезд вошёл в его состав. В 1970 году Специальный район Чаоян был переименован в Округ Чаоян (朝阳地区).
Постановлением Госсовета КНР от 30 июня 1984 года округ Чаоян был расформирован, а вместо него был образован городской округ Чаоян.

## Административное деление
Уезд Цзяньпин делится на 7 уличных комитетов, 17 посёлков, 6 волостей и 1 национальную волость.

## Соседние административные единицы
Уезд Цзяньпин граничит со следующими административными единицами:
- Уезд Чаоян (на юго-востоке)
- Городской уезд Линъюань(на юго-западе)
- Харачин-Цзои-Монгольский автономный уезд (на юго-востоке)
- Автономный район Внутренняя Монголия (с остальных сторон)